# 黄蕙兰
黃蕙蘭（1889年12月21日—1992年），外交家顧維鈞第三任妻子，南洋富商「糖王」黃仲涵之女。1904年負笈美國，後在倫敦與顧維鈞相識，1920年結為連理，生子裕昌、福昌。黃蕙蘭本人善於交際，且娘家鉅富，蔣宋美齡曾指出，黃蕙蘭在顧維鈞的外交生涯中起了重要作用。1958年離婚。著有回憶錄《沒有不散的筵席：外交家顧維鈞夫人自述》（中國文史出版社1988年第一版，2012年再版，ISBN 9787503432347）。
黃蕙蘭的父母來自顯著的家世背景：父親出身爪哇首屈一指的富商家庭，母親是18世紀荷蘭東印度公司在三寶壟任命華人官員的後裔。黃蕙蘭與英國外交官Caulfield-Stoker的第一段婚姻失敗後，和顧維鈞于1920年在巴黎相識。婚後隨顧維鈞出使各國，以顧維鈞夫人Madame Koo之名在上海，巴黎和倫敦等外交社交圈著稱。

## 生平

### 早期經歷

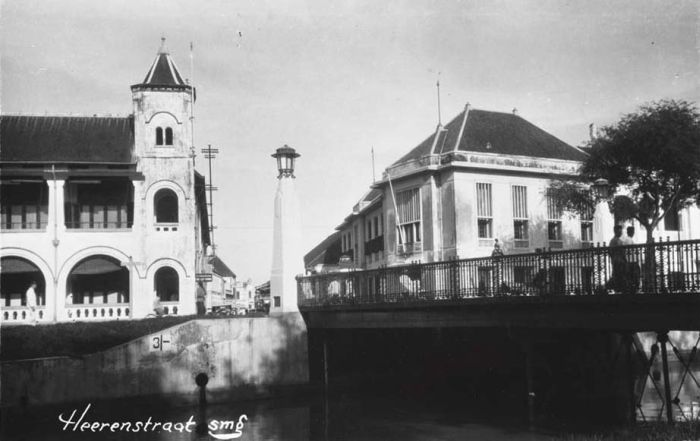
黃蕙蘭成長所在地，殖民時期的三寶壟

1889年12月21日，黃蕙蘭出生於荷屬東印度殖民地，三寶壟（現今印度尼西亞， 中爪哇省首府）富裕的土生華人家庭。她的祖父黃志信於1863年在三寶壟設立建源公司，父親黃仲涵繼承家業後，發展成為20世紀初期東南亞最大的跨國貿易商。
她的母親魏明娘是元配正室。有別於丈夫黃家經商暴富的背景，她出身於荷蘭統治時期土生華人的上流階級 Cabang Atas。荷蘭在殖民時期為了便於統治多元族群的社會，委任當地有聲望的華人協助殖民政府管理華人相關的事務，並授與 “雷珍蘭” Luitenant der Chinezen，“甲必丹” Kapitein der Chinezen，“瑪腰” Majoor Der Chinezen（負責當地華人事務的最高領袖）等華人官階。魏家的祖輩是18世紀末期三寶壟的華商Goei Poen Kong（1765年—1806年），他同時具有殖民政府華人官員的身分，擔任官職 “武直迷” （Boedelmeester），後晉升為“雷珍蘭” 。 魏明娘的娘家曾因為礙於黃家在社會地位上的懸殊，於前期婉拒過黃仲涵的提親。
黃蕙蘭在年輕時使用 Angèle 這個名字。她有一位同父同母的姊姊魏琮蘭。她父親總共納了18名側室和妾，經認可的子女有42名。
黃家兩位正室所生的姐妹和父親住在一起，父母聘請歐洲人的家庭教師和專任老師來家中讓她們接受西方現代化的教育和教養。這反映了從19世紀末開始，在印尼殖民地的土生華人上流階級邁入西化的寫照。黃蕙蘭除了熟稔本土的馬來語之外，同時具備流利的英文和法文能力，也通曉福建話，北京話和荷蘭文。

1905年，她和姐姐在新加坡學習音樂，並在當地的音樂會上表演。她在三寶壟音樂會的演出也登上了當地的報紙：
「一位華人少女在馬來國度裡為英國觀眾演唱法文歌曲。Angela Oei 小姐（原文）演唱的 「蝴蝶」 融合三地的嶄新演出立即吸引觀眾的注意力。她的努力擄獲了在場的觀眾，若不是因爲現場不允許安可曲，她一定會在一片叫好聲中重返舞台。我們曾在歐洲三大城市出席過盛大且新奇的音樂會，但必須承認 Angela Oei 小姐的歌曲令我們驚艷。再簡短的重述這場令人耳目一新的演出： 一位來自蘇門答臘（原文!）的華人少女在英國觀眾前演唱一首法文的經典歌曲。這應該是世界紀錄吧！尤其是發生在離西方世界遙遠的東方?」

「1907年三月，Angèle在三寶壟THHK學校大樓募款的音樂晚會上擔任獨唱。來自新加坡的16歲姪女 Lim Tshoen 在旁，由12歲的姪子Arthur Lim 伴奏。 Angèle 以優美流利的法文演唱法國作曲家的作品：查爾斯古諾的（浮士德「西貝」）和 喬治比才的（歌劇卡門）。」
黃家姐妹所展現的進取心和成就獲得爪哇貴族同時是女權倡導者 R.A. Kartini 的讚賞。雖然她們面向世界見聞多廣，不過對於爪哇文化的接觸似乎僅限於和家中僕人互動， 還有隨母親拜訪爪哇皇室和參加各種宮廷樂器演奏會而已。

### 第一段婚姻: Beauchamp Caulfield-Stoker (1909–1920)

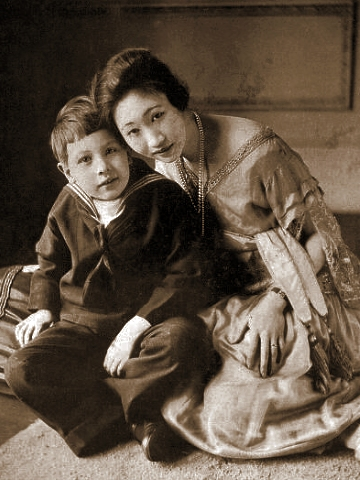
黃蕙蘭(斯托克夫人)和她的兒子Lionel Montgomery Caulfield-Stoker， 1920年

1909年， 黃蕙蘭在三寶壟嫁給 Beauchamp Forde Gordon Caulfield-Stoker (1877–1949)， 他是愛爾蘭裔，擔任英國駐三寶壟領事館的官員，然後成為他岳父在倫敦事業的代表。夫妻婚後隔年移居英格蘭， 1915年搬入蕙蘭父親在溫布頓為他們購置的房宅。生有一名兒子 Lionel Montgomery Caulfield-Stoker (1912–1954)。二人於1920年4月19日在倫敦離婚。 之後蕙蘭同母親姐姐住在倫敦的高級住宅區麥菲爾。這段時間她以黃斯托克伯爵夫人Countess Hoey Stoker 在社交圈著稱 (這名稱應該是源於有些人稱他的父親為伯爵) 並喜歡以斯托克夫人自居 — 她在自傳裡省略這段經歷。
他們的婚姻並不容易，有報導指出黃蕙蘭的性格，炫耀和野心使得丈夫漸行漸遠，在第一次世界大戰的期間二人已明顯不合。 英國週刊 The Sketch 提到 “ 黃斯托克伯爵夫人是倫敦社交圈的名人之一。她被譽為是中國洛克斐勒的女兒 」。時尚雜誌 Tatler 形容她 “ 崇尚飛行，隸屬最早享受民航飛行的一群名媛。」  泰晤士報也指出 "沒有舞會或社交場合能少得了她 . . . 著名的美女，經常開著一輛灰色雙人座的勞斯萊斯在倫敦街道中穿梭。 Margaret Macdonald （英國王室冊封的首位女性少校）的觀察中提及，黃蕙蘭以中國風裝扮出席在倫敦麗思飯店所舉行的化裝舞會，在場名流雲集包括黛安娜·曼納斯夫人 ，薩瑟蘭伯爵夫人和英國首相夫人Margot Asquith 等等。在倫敦上流社會的時尚聚會中都可以見到黃蕙蘭的身影。 她曾評論自己 ： “ 飛來波的服裝風格是屬於我的的時尚潮流，它完全符合我纖瘦小巧的體型和活力。 如果你可以想像一位中國的飛來波女郎，那一定是我。”
1915年的時候, 斯托克在皇家陸軍軍團服役以便和黃蕙蘭保持距離，回家時分房而居並努力打消她去軍營德文郡找他的念頭 : "妳不可能來這裡的，因為妳沒辦法待上兩三天。事實上，如果妳真來了我還要請假因爲我不可能光待在這裡。" 兩個人的 "生活和想法南轅北轍，完全無法 [促使我再回家] "。黃蕙蘭在1919年提出離婚要求，聲稱她的丈夫拒絕將她介紹給他的家人，並對她冷酷和行為不當。 伯明罕日報提到這對夫妻不幸的婚姻，宛如作家 Joseph Hergesheimer 1918年 的暢銷小說Java Head 裡面的情節， 「內容是關於一個美國人娶了中國貴族女子為妻，兩人疏於溝通以致關係逐漸疏遠。」

### 第二段婚姻: 顧維鈞 (1920–1958)

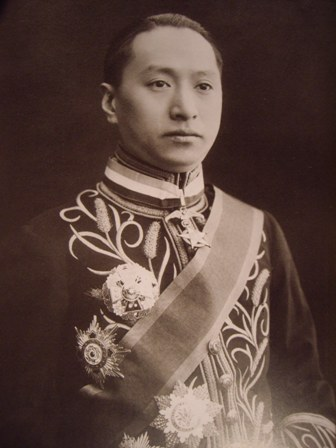
顧維鈞

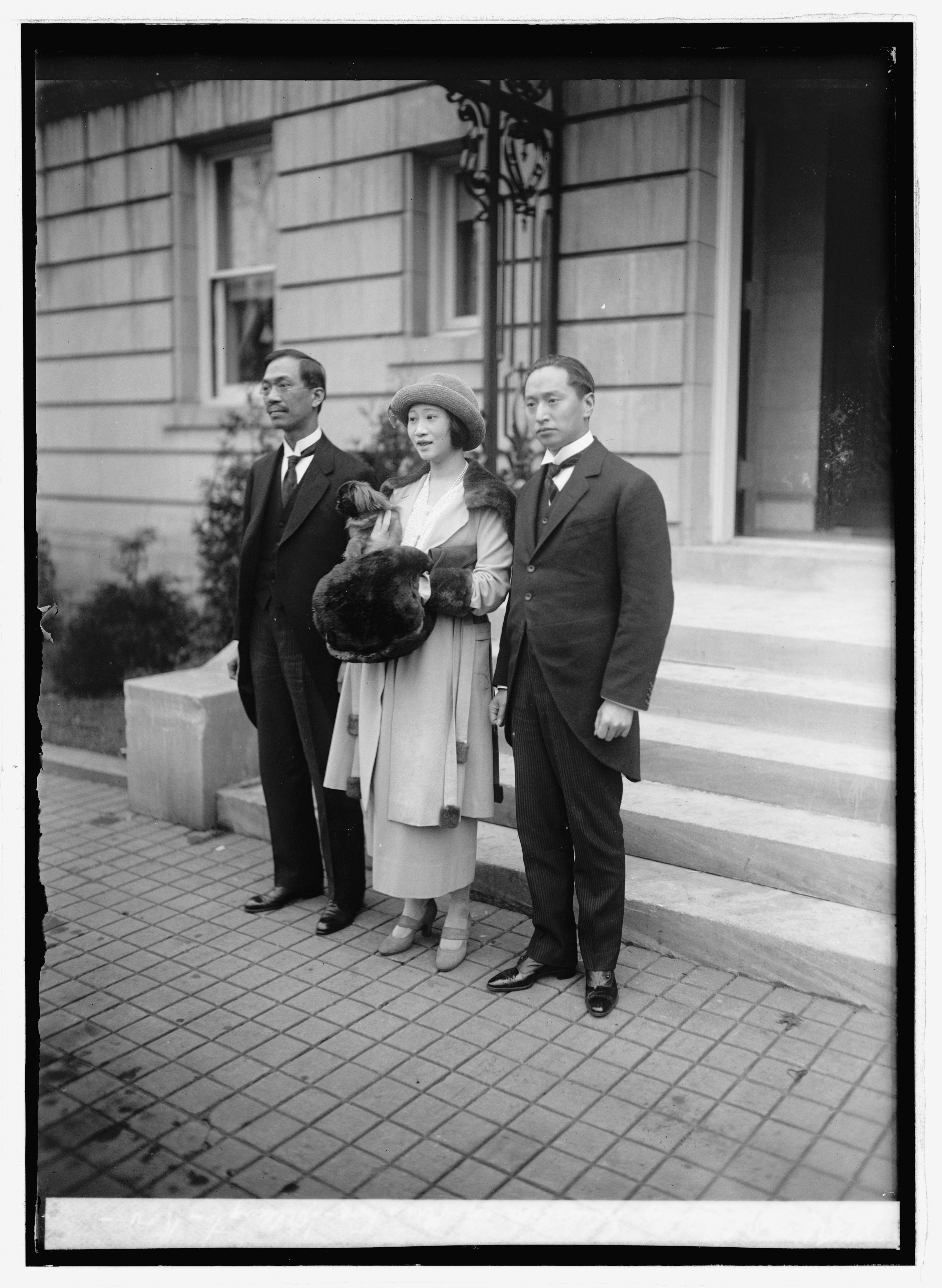
顧維鈞夫婦與王寵惠（左側，中華民國第一任司法院院長）合照，攝於1921-24年間

離婚後的黃蕙蘭，母親鼓勵她和一位哥倫比亞大學畢業前途光明的中國外交官暨政治家交往：顧維鈞，第一任妻子離婚，第二任妻子（唐紹儀之女）病逝留下兩名年幼孩子的新鰥夫。在她母親，姐姐和許多中國政治外交各方人士的撮合下，二人於1920年8月在巴黎的晚宴上相識。黃蕙蘭回憶她當晚 「穿著最喜愛的晚裝，一套綠色雪紡紗土耳其褲裝，搭配金色金屬絲馬甲和簡潔的黃色外套，金綠色花朵的髮飾和卡地亞珍珠項鍊」。 兩人隨後在10月10日雙十國慶酒會上宣布訂婚，11月9日在比利時布魯塞爾的中華民國領事館結婚。這對新婚夫妻隨即前往日內瓦，顧維鈞以中國代表身份出席國際聯盟召開的第一次成員大會。 蕙蘭自此開啟外交官夫人的生涯。1921年，新任的顧維鈞夫人身穿當代知名設計師Charles Frederick Worth的訂製晚禮服和卡地亞鑽石頭飾出席英國白金漢宮的國宴。泰晤士報 (08.07.1921, p14e) 詳細描述她當天的裝扮，同時登上時尚雜誌 The Queen 的封面照片(20.08.1921)。
1922年黃蕙蘭隨丈夫回到中國，顧維鈞在北京就任北洋政府署理外交總長一職。 隔年，她的父親瑪腰黃仲涵斥資為她購置一座前清時期的王公府邸做為女兒和夫家顧維鈞的私人宅邸。1924年，黃仲涵在新加坡驟逝，黃蕙蘭代表元配母親返回三寶壟以主喪人的身份主持後事。1925年，孫中山應北洋政府之邀北上共商國是，在北京肝癌末期病發後，和夫人宋慶齡借住在顧宅數月養病，直到3月12日逝世。黃蕙蘭和顧維鈞的私人宅邸見證這一段歷史，現在列爲北京市文物保護單位的北京孫中山行館。
黃蕙蘭此時所在的新中國，處於各方勢力競逐，政治動盪不安的軍閥割據時代。1922年至1927年顧維鈞曾先後擔任北洋政府外交總長，財政總長，代理國務總理等職位，於1926年10月至1927年6月間署任中華民國大總統，這期間黃蕙蘭短暫的成為第一夫人。
1927年顧維鈞離開公職後，夫婦定居在當時世界第四大城市的上海。蕙蘭的社交名流圈中包括英籍猶太富商男爵維克多·沙遜和日後成為溫莎公爵夫人的華麗絲·辛普森。 蕙蘭在她的自傳中提到華麗絲唯一會說的一句中文是 “服務生，給我香檳。”
儘管如此，黃蕙蘭覺得1920年代的上海是失落的，「充斥做航運的俄國人和英國人......在家鄉是無名氏, 在中國卻故作上流人士....這些封閉的中產階級看輕所有美好的固有的.... (中國) 文化 ：玉石，瓷器，古玩。然而貧乏無知的上海本地人卻對這些暴發戶的品味趨之若鶩，爭相效仿他們在家中堆砌『西方』傢俱（所謂時髦的上海傢俱全部來自於大急流城 Grand Rapids 而且又重又難看）」 。 相對而言，她傾心的是中國共產黨之前的北京，井然有序中帶古典餘韻宛如巴黎。在晚年時她曾感歎 「北京是我的城市，我曾經的歸屬，如果有生之年情況改變的話，希望有一天我會回去。」

### 大使夫人和第二次世界大戰
1932年至1940年顧維鈞擔任中國駐法國大使，夫婦定居在巴黎。第二次世界大戰德國入侵法國之後，顧維鈞轉任駐英國大使至1946年。1945年聯合國成立，中華民國為五大常任理事國之一，顧維鈞為首席代表。
這段期間，顧維鈞夫人是巴黎倫敦名聞遐邇的社交圈女主人。憑仗父親遺留給她的巨額遺產，她應對接待巴黎倫敦上流社會的交際能力，非其他外交官所能比擬。1939年夏天，她參加Elsie de Wolfe 在凡爾賽宮爲印度公主 Maharni of Kapurthala 策畫的宴會， 席間賓客名單包括可可·香奈爾，艾爾莎夏帕瑞麗等。那場名流雲集的豪華盛宴被喻為是第二次世界大戰來臨前的絕響。
她也負責兩個兒子顧裕昌 (1922–1975) 和顧福昌 (1923–1977) 的教育。他們就讀巴黎的 MacJannet School，同校的有希臘與丹麥王子菲利普，日後的菲利浦親王，女王伊莉莎白二世的夫婿。蕙蘭的長子Lionel Caulfield-Stoker 則同父親和繼母住在英國。

## 後期經歷
1941年，黃蕙蘭搬至紐約市，兩個兒子在父親的母校哥倫比亞大學就讀。她則意圖利用自己國際社會的人際關係，說服美國加入同盟國協助中國的抗戰。這對夫妻後來在紐約重聚，儘管如此，戰爭的歲月和分離已對婚姻造成了傷害。兩人在1958年離婚，黃蕙蘭長駐于紐約。她祖父和父親所建立的龐大事業在蘇卡諾領導的印度尼西獨立革命之後分散。1980年代期間她曾投資印尼的航運，菸草，自行車事業但並不成功。1992年她在紐約逝世，享嵩壽103歲。
她出版過兩本英文撰寫的自傳：1943年和華盛頓郵報專欄作家Mary Van Rensselaer Thayer 合作的《Hui-lan Koo (Madame Wellington Koo): An Autobiography as Told to Mary Van Rensselaer Thayer New York》 以及 1975年和記者Isabella Taves 合作的《No Feast Lasts Forever 》/ 中譯書名 《沒有不散的筵席：外交家顧維鈞夫人自述》。

## 時尚、藝術和當代文化影響
黃蕙蘭善用結合東西方的元素，例如利用歐式蕾絲長褲搭配中式傳統服裝和翠玉項鍊。她最令人津津樂道的是重塑旗袍的設計讓女性的曲線美更加彰顯。傳統上旗袍開衩僅到腳踝小腿部分，1920年代初她率先將開衩提高及膝蓋。她的這些創新風格讓旗袍變得時髦有品味更受大眾歡迎，也間接讓旗袍成為中國服飾裡的重要代表。不同於其他亞洲名媛一昧的追求西方時尚，她深信中國絲綢和質材的優良品質，也堅持使用本地生產的衣料製作服裝。
她做為一位品味敏銳前衛的時裝鑑賞家，是許多當代畫家如Federico Beltrán Masses、埃德蒙·杜拉克、Leon Underwood、Olive Snell、Olive Pell和Charles Tharp畫筆下的肖像主角, 也是許多時尚人物攝影大師Henry Walter Barnett、E. O. Hoppé、Horst P. Horst, Bassano和George Hoyningen-Huene鏡頭捕捉的對象。
她在20世纪20-40年代之間, 數度入選為美國《時尚（Vogue）》雜誌的最佳穿著女性，该雜誌在1942年讚譽她以開明的方式促進東西兩方的友好，堪稱是“中國的世界公民、國際佳人”。
顧維鈞夫人的時尚傳奇依舊吸引國際的目光。2015年，紐約大都會博物館舉辦為期四個月的主題展「中國：鏡花水月」，在「時尚女性」單元中展出她的服裝和影像. 
她的一些肖像畫，相片和服裝現今已分別收藏在倫敦的國家肖像館、維多利亞與艾伯特博物館、紐約大都會藝術博物館和新加坡土生文化馆等地。
她戴過的鑽冠與翡翠被珠寶商卡地亞保存著，並在其品牌旗艦珠寶展中展出。

## 爭議
据张学良说，黄曾背着顾，与张宗昌有婚外情。